# Quimbayas
Cet article concerne l'ethnie amérindienne. Pour la municipalité du département de Quindío, voir Quimbaya (Quindío).

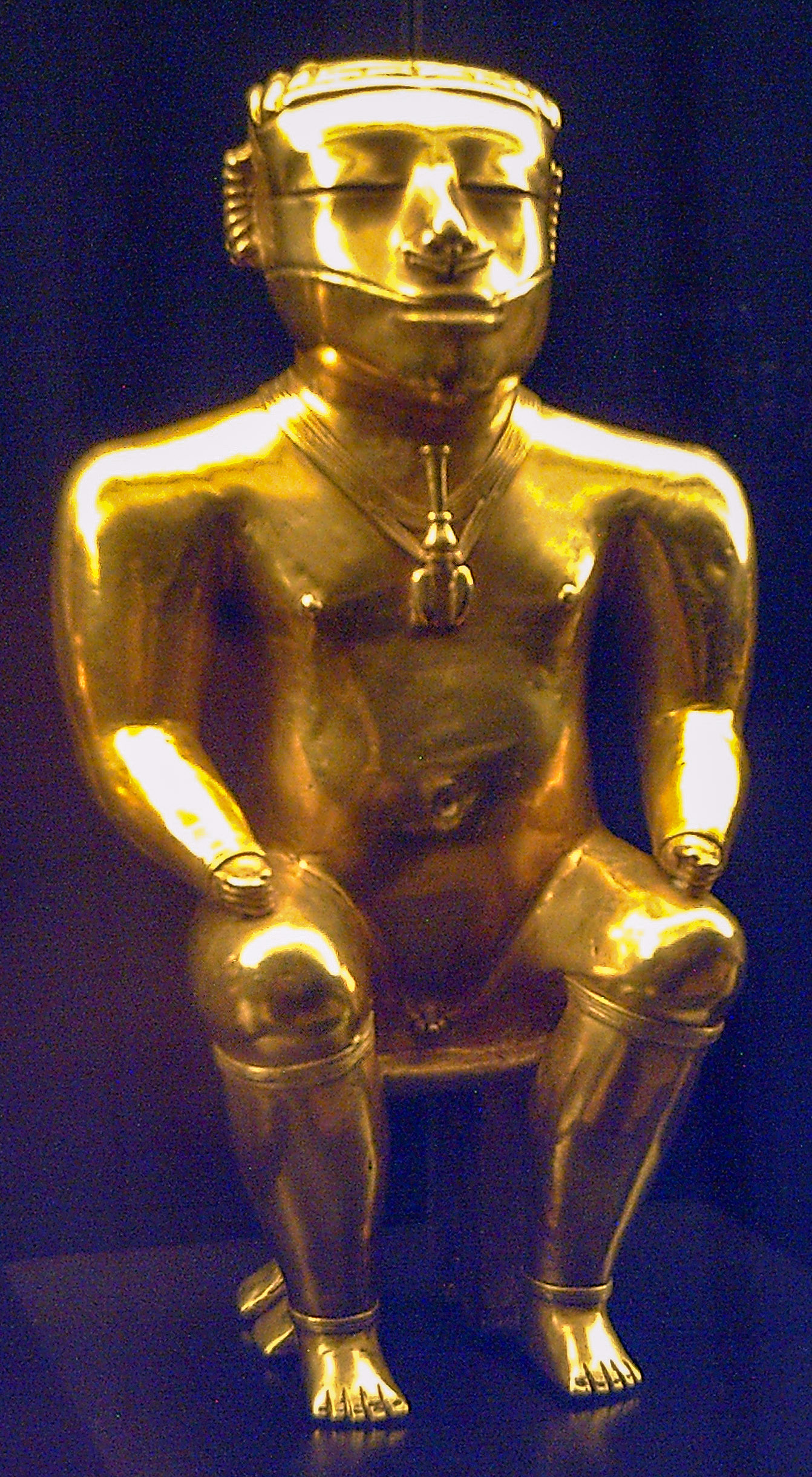
Statuette en or d'un cacique Quimbaya (Musée de l'Amérique de Madrid).

Les Quimbayas sont une ethnie (ou le groupe d'ethnies de la culture quimbaya) amérindienne de Colombie, aujourd'hui disparue, célèbre pour sa civilisation et sa production d'objets en or de grande qualité.

## Datations et identification

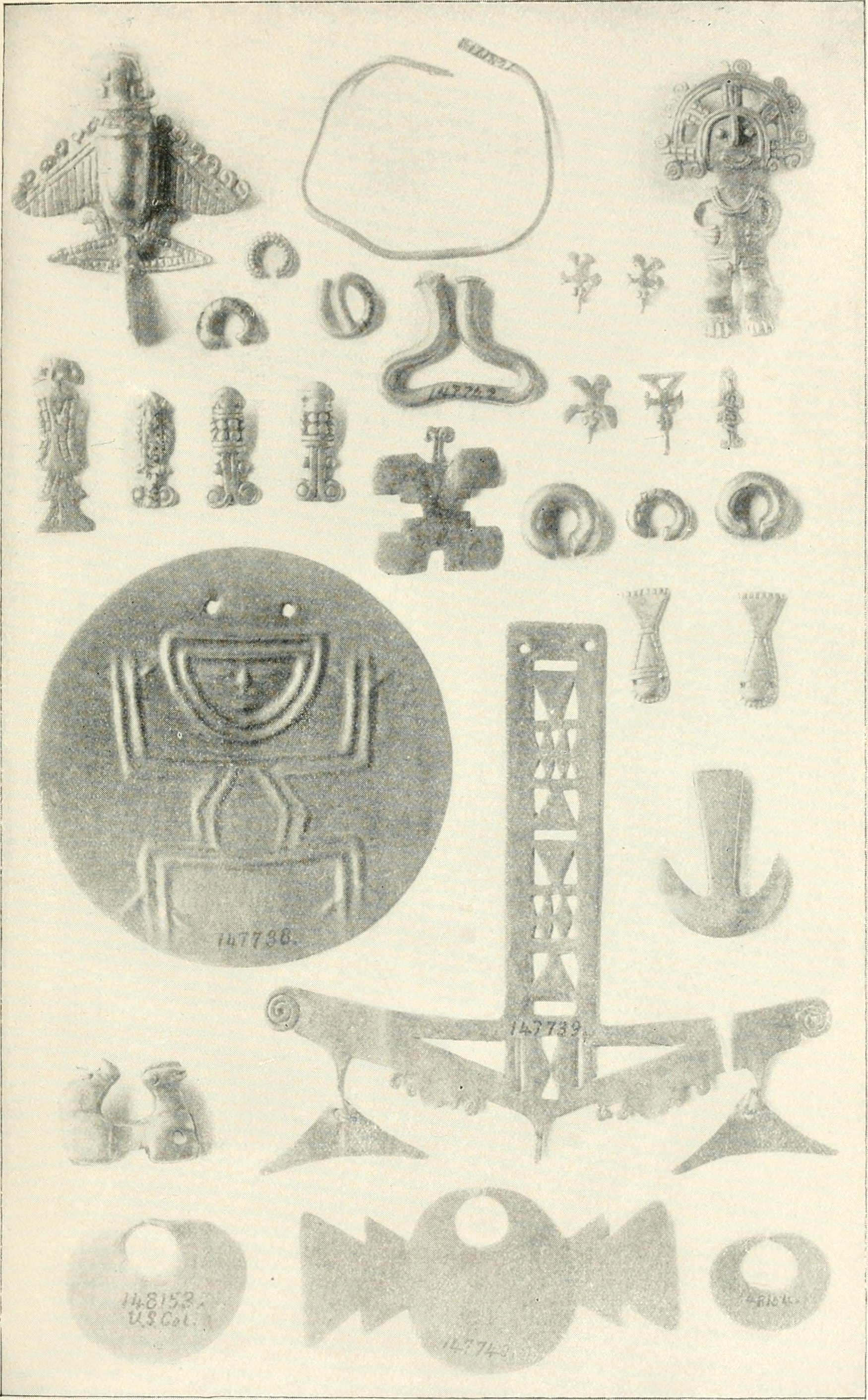
Échantillons de la collection du Smithsonian (1896) provenant de fouilles en Antioquia.

Les premières explorations scientifiques des sites archéologiques commencent à la fin du XIXe siècle. Deux périodes sont identifiées : précoce (vers le VIe-VIIIe siècle) et tardive (VIIIe-XVIe siècle). La première est marquée par l'adoption d'un mode de vie essentiellement agraire et de technologies telles que la production de céramiques et la fusion de métaux.
L'analyse de certains sites démontrent une présence humaine remontant à 10 000 ans. Cependant, de récentes études ont démontré que les Quimbayas sont arrivés du nord vers les années 1300 seulement et prennent la place d'anciens peuples qui savaient déjà travailler l'or et l'argile.
Les objets archéologiques de cette région, rattachés à la « culture quimbaya »,proviennent en réalité d'époques et de peuples différents : les Quindos, les Bugas, les Quimbayas proprement dits, les Carrapas, les Ansermas,...
La culture quimbaya a disparu au XVIIe siècle. Les actuels Chamíes s'en disent descendants, ce qui fait encore débat.

## Territoire
Avant l'arrivée des envahisseurs espagnols, la civilisation quimbaya était localisée à l'intérieur et autour de ce qui est actuellement connu comme le Triangle du café, comprenant les départements de Caldas, Risaralda et Quindío, ainsi que les villes de Cartago et Obando, au nord du département de Valle del Cauca. Ce territoire se trouve en contrebas de haut sommets dont un volcan en activité, le Nevado del Ruiz. Durant les années 1990-2005, les archéologues avaient l'interdiction d'explorer cette région du fait du trafic de cocaïne.

## Économie

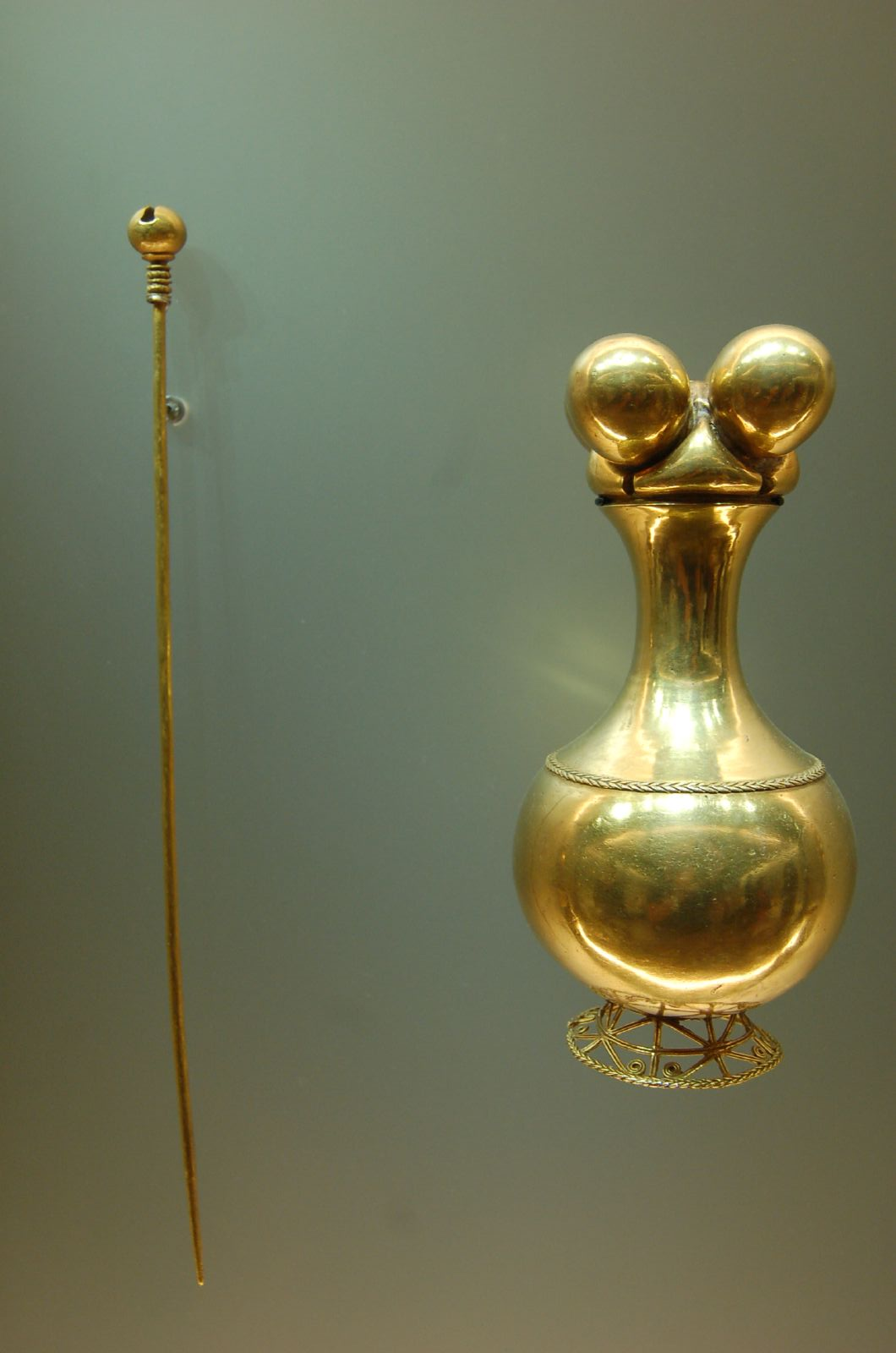
Un Poporo quimbaya, servant à broyer les feuilles de coca avec de la chaux (Bogota, Musée de l'or).

Vivant dans un climat tempéré, les Quimbayas purent cultiver une grande variété de végétaux : maïs, manioc, avocat, goyave et pacay. Ils se nourrissaient également du produit de la pêche fluviale et étaient apiculteurs du fait des nombreux arbres fruitiers ; récupérant la cire, il produisirent des moules destinés à leur métallurgie. La chasse aux gibiers leur procurait en outre des oiseaux, lapins et cervidés ainsi que, vraisemblablement, des opossums, des tapirs, des tatous, des renards et des pécaris. Fourrures et plumes furent réemployées pour la confection de vêtements et d'ornements.
Les Quimbayas développèrent des techniques de métallurgie très abouties pour extraire l'or, le combiner avec en moyenne 30 % de cuivre (peu abondant dans la région) pour former du tumbaga et le travailler. De nombreux objets d'orfèvrerie ont été découverts, se trouvant depuis dans les musées colombiens — tel le musée de l'or à Bogota — et étrangers. D'ailleurs, le nom générique de quimbaya est utilisé pour des nombreuses pièces trouvées dans cette zone géographique, même si toutes ne sont pas formellement rattachées à cette ethnie ou époque. L'or venait principalement de placers alluviaux des rivières. Le sable aurifère était rincé dans un ustensile en bois prenant la forme d'une terrasse. Certaines tribus voisines extrayaient de l'or en creusant des puits profonds dans des mines. La fonte du minerai s'opérait dans des creusets placés sur un feu attisé par des souffleurs. Le métal avant transformation en objet est enroulé autour de clous torsadés en pierre appelés caricuríes.
Les Quimbayas se distinguaient de plus par leur production d'huile d'éclairage extraite de la noix de palme, de textile (principalement des couvertures de coton) et de sel, extrait des rivières saumâtres par ébullition, substance qu'ils troquaient avec des peuples voisins ou plus éloignés. Le sel et les piments permettaient de conserver la viande. Contrairement aux objets en métal, peu d'élément de ces dernières productions ont été préservés, notamment en raison des conditions climatiques dans cette région durant les derniers siècles. Ils maîtrisaient parfaitement le cycle du bambou, s'en servant pour leurs habitations, leurs moyens de transport, leurs armes, la construction de ponts et de systèmes d'irrigation. Ils pratiquaient le troc entre eux et avec les autres ethnies, se procurant par exemple des poissons venus du Pacifique et avec lesquels il fabriquaient de la chaux et de la colle.

## Culture et coutumes
Les Quimbayas étaient organisés en une centaine de caciquats, chacun composé d'environ 200 tribus. Les caciquats étaient groupés en juntes, notamment pour des questions économiques ou pour la guerre. Le nombre d'habitants avant l'invasion est estimé à 60 000. Les maisons étaient rondes, avec un toit en feuilles de palmier et des supports en bambou.
Ils prêtaient une attention particulière à leurs pratiques funéraires. Ils ont élaboré une grande variété de tombes, accordées dans chaque cas aux spécificités du mort. Une tombe contenait des offrandes (effets personnels, vivres et armes notamment) accompagnant l'esprit du disparu dans l'autre monde. C'est dans ces dépôts funéraires, situés souvent à l'intérieur de cavités rocheuses naturelles, qu'ont été retrouvé une grande partie des objets en or de leur civilisation, ainsi que des céramiques.
L'hypothèse de pratiques liées à l'anthropophagie chez les Quimbayas (avec leurs ennemis notamment) fut longtemps débattue et est aujourd'hui totalement abandonnée. Les chroniques s'y référant reposaient sur un seul et unique témoignage concernant deux cas supposés. En revanche, ils exhibaient des têtes humaines comme trophées, plantés sur des pics. Cette pratique s'est intensifiée lors de l'arrivée des conquistadores pour leur inspirer la peur.

## Conquête
La conquête espagnole du territoire quimbaya a débuté en 1539 et le système de l'encomienda a été appliqué. En 1542 a eu lieu la première révolte des Quimbayas, et en 1577 la seconde, qui a pris une plus grande ampleur, mais qui s'est également terminée par leur défaite. Par la suite, leur population a progressivement diminué : en 1559, 55 % des caciquats avaient disparu. Les travaux forcés, la dénutrition, les maladies et finalement la guerre des Pijaos contre les Espagnols les ont décimés. En 1628, seules 69 tribus étaient recensées sur une zone où on en comptait 20 000 en 1539. Les terres, laissées à l'abandon sont réinvesties au début du XIXe par des fermiers venus du nord. Vers 1850-1860 sont publiées les premières études de type ethnologique et peu après sont découverts d'importants trésors dans leurs anciennes tombes.

## Héritage et patrimoine

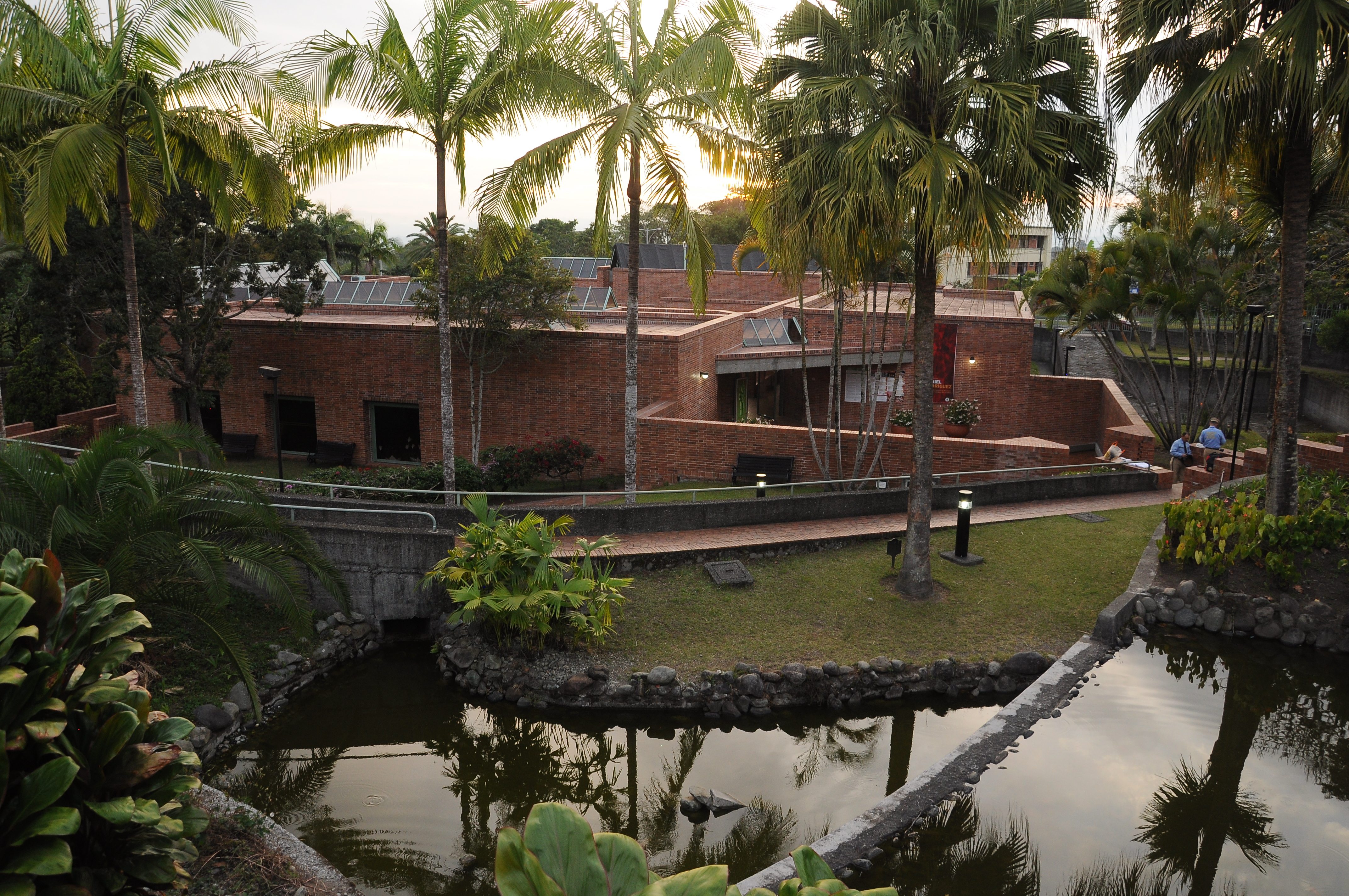
Vue du Museo del Oro Quimbaya.

Depuis 1939, à l'initiative de la Banque de la République de Colombie, le pays cherche à préserver et valoriser cette civilisation.
Le Museo del Oro Quimbaya a été inauguré en 1986 à Armenia (Quindío), dans le Parque de los Aborigenes, un bâtiment conçu par Rogelio Salmona. Il expose 390 objets en or, 104 céramiques, 22 sculptures en pierre, des bois gravés, des pièces textiles et un ensemble didactique présentant la vie quotidienne de ces peuples disparus.
En 1892, lors des cérémonies du 400e anniversaire de la découverte de l'Amérique, la Colombie fit donation à la régente d'Espagne Marie-Christine d'un trésor Quimbaya : des négociations ont eu lieu pour que ces objets retournent sur leur terre d'origine et y demeurent.